# Балыко, Диана Владимировна
Диана Владимировна Балыко (род. 28 марта 1979 года, Полярный, Мурманская область, СССР) — русскоязычная писательница из Беларуси, драматург, поэт, прозаик.
Член МАПП (Международная ассоциация писателей и публицистов) с 2004 года, БАЖ (Белорусская ассоциация журналистов) с 2004 года, член Союза писателей Москвы с 2009 года, член Белорусского союза музыкальных деятелей с 2010 года.

## Биография
В 1996 году окончила лицей при БГУ и поступила Белорусский государственный университет. В 2000 году по программе Work&Travel USA работала в США — в газете «Новое русское слово», на радиостанции People waves вела рубрику «Америка глазами юной иностранки». В 2001 году окончила БГУ (спец. «историк») и Литературный институт им. М.Горького (2010, г. Москва; специальность — драматургия). Прошла обучение в минском центре НЛП (нейролингвистическое программирование) (2006—2008).
После окончания истфака БГУ работала в СМИ, затем некоторое время — директором по развитию мебельной компании. В Минске издавала газеты «В десятку» (1998) и «Альфа-Афиша» (2001—2002). Жила и работала в Минске, Риге, Москве, Нью-Йорке, Киеве, Праге, Варшаве.
После протестов 2020 года по политическим причинам была вынуждена с семьёй переехать вначале в Украину, затем в Чехию, и в 2023 году — в Польшу, в Варшаву.

### Семья
Муж — Денис Лубенцов. Дочь — Виктория (2013 г.р.), сын Марк (2019 г.р.).

## Творчество
Диана Балыко — белорусский драматург с постановками в более чем 50 театрах в разных странах, лауреат международных драматургических премий, автор 5 сборников стихов, 20 пьес, 22 книг по психологии отношений и НЛП (ЭКСМО, 2006—2012, Ардис аудиокнига, 2007—2011). Автор четырёх киносценариев. Автор пятнадцати пьес, которые были поставлены, опубликованы и отмечены на различных международных драматургических конкурсах и фестивалях (ежегодный конкурс СТД РФ, «Евразия» (г. Екатеринбург), Володинский конкурс драматургии в г. Санкт-Петербурге «Пять вечеров», «Любимовка» (г. Москва), «Премьера.txt» (г. Москва), «Свободный театр» (г. Минск), партнёрская драматургическо-режиссёрская лаборатория п/р Михаила Угарова в Ясной поляне, 7-й, 8-й и 9-й форумы российских писателей в Липках, III и IV международные театральные фестивали в г. Минске «Панарама»).
Постановки по пьесам Дианы Балыко идут в репертуаре в пятидесяти театрах разных стран. Спектакли по её пьесе «Белый ангел с чёрными крыльями» поставлены в четырёх странах — в России, Беларуси, на Украине и в Польше, в восемнадцати городах — в Минске, Москве, Ачинске, Бресте, Витебске, Гливицах, Катовицах, Кирове, Котласе, Коломне, Львове, Мелитополе, Нижнем Новгороде, Новосибирске, Ревде, Северодвинске, Уфе, Шарыпово. в 2007 году спектакль был показан в Москве в рамках Международного театрального фестиваля им. А. П. Чехова. Пьеса «Белый ангел с чёрными крыльями» входит в число произведений по школьной программе, включена в учебную программу по «Русской литературе».
Пьеса «Психоаналитик для психоаналитика» была успешно поставлена на сценах белорусских и российских театров — в Витебском Национальном академическом драматическом театре имени Якуба Коласа, Томском областном драматическом театре, театре Романа Виктюка, минском Новом драматическом театре и Магилёвском областном драматическом театре.
Песни на слова Балыко исполняют Наталья Тамело, Дария, Александр Солодуха (песни «И невозможное станет возможным», написанную Дианой Балыко и Евгением Чалышевым, «Не грусти»), Дима Миленин, Леуш Любич.
17 апреля 2019 года Алла Пугачёва во время своего концерта посвящённого 70-летию «Алла Пугачева. Post Scriptum», в Государственном Кремлёвском дворце, читала стихотворение Дианы Балыко. Фрагмент стихотворения также был напечатан на пригласительных, отправленных друзьям Пугачевой и vip-персонам, в том числе Президенту Российской Федерации Владимиру Путину.
В сентябре 2020 года как поэт приняла участие в белорусском проекте «Культпротест» (бел. «Культпратэст») — «Стихи свободы о новой Беларуси. Искренне. Громко. Вместе» бел. «Вершы Свабоды аб новай Беларусі. Шчыра. Гучна. Разам». В октябре 2020 года, после жестоких задержаний и разгона мирных акций протеста против фальсификации итогов во время президентских выборов 2020 года, приняла участие в записи видеообращения детских писателей, в котором осуждались насильственные действия властей и звучало требование прекратить насилие и восстановить закон.
С 2022 года работает в Национальном театре в Праге.
В ноябре 2024 года дебютировала на сцене театра, в постановке «Орден Белой мыши» по одноимённой книге Владимира Орлова. Постановка состоялась в Варшаве в клубе Scena Chmielna.

## Награды
- 2005 год — II место в конкурсе на создание короткометражного художественного фильма в жанре комедии, проводимого киностудией «Беларусьфильм» (г. Минск). За сценарий «Мой собственный памятник»[4][29]
- 2008 год — II место в конкурсе на создание художественного фильма в жанре мелодрамы, проводимого департаментом по кинематографии РБ. За сценарий «Скульптор»[4][29]
- 2009 год — I место в конкурсе молодых писателей «Слово.doc» в номинации «Драматургия». Организаторы — Фонд социально-экономических и интеллектуальных программ, Союз писателей Беларуси[30]
- 2024 год — I место в литературном конкурсе «Дневники беженцев» (Польша) за работу «Historie bólu i szczęścia»[31].

### Пьесы
- Поставлена в Республиканском театре белорусской драматургии (РТБД), режиссер-постановщик Венедикт Расстриженков (премьера состоялась 16 марта 2006 года).
- Поставлена в театре «Московская драматическая группа», режиссер Алексей Курганов, М, РФ (премьера состоялась 27 января 2007 года).
- Поставлена во Львовском театре Западного оперативного командования (бывший театр Советской Армии), режиссер засл. Артистка Украины Людмила Колосович, Львов, Украина (премьера спектакля состоялась 14 июля 2007 года). Со 2 января 2008 года играется на сцене «Муниципального театра», Львов, Украина.
- Поставлена в Северодвинском драматическом театре, Россия. Режиссер Олег Куртанидзе. Премьера состоялась 13 мая 2008г.
- Поставлена в театре «Образ» (г. Нижний Новгород), режиссер Алексей Макаров. Премьера состоялась 21 декабря 2008 года.
- Поставлена в драматическом театре г. Шарыпово (Красноярский край), режиссер Е.Лобастова. Премьера состоялась 26 декабря 2008
- Поставлена в Брестском Академическом театре драмы, режиссер Тимофей Ильевский. Премьера состоялась 18 марта 2009г. Название спектакля «Черный ангел с белыми крыльями»
- Поставлена в Котласском драматическом театре, режиссер Вечяслав Иванов. Премьера состоялась 23 января 2009г.
- Поставлена в Кировском драматическом театре на малой сцене, 2009 год.
- Поставлена в культурном центре «Дом Озерова» театра-студии «Парадокс», г.Коломна, Московская область, Россия, режиссер Елена Анатольевна Пирожкова. 2010г.
- Поставлена в ТЮД «Родник» режиссеров Евгением Литвинко, г.Витебск, Беларусь, 2010г.
- Поставлена в театральной мастерской под руководством Дмитрия Яркина г.Ачинск, премьера состоялась 15 декабря 2011г.
- Поставлена в театре «Новое искусство» на сцене музыкального театра (г.Гливице, Польша), режиссер Дариуш Эзерский, премьера состоялась 9 января 2012г.
- Поставлена в театре «Korez» (г.Катовице, Польша), режиссер Дариуш Эзерский, премьера состоялась 12 января 2012г.
- Поставлена 6 апреля 2013 г. в Мелитополе (Украина, Запорожская обл.) на сцене ДК им. Т. Шевченко, режиссер Татьяна Терехина.
- Поставлена 21 мая 2013 г. в Уфа (Россия, Республика Башкортостан) на сцене Национального молодёжного театра РБ им.М.Карима, режиссер-постановщик: художественный руководитель театра, заслуженный деятель искусств РБ, лауреат Государственной молодежной премии РБ им. Ш. Бабича Мусалим Кульбаев.

- Поставлена в Витебском Национальном академическом драматическом театре им. Я.Коласа, режиссер Сергей Куликовский (премьера состоялась 28 февраля 2007 года).
- Поставлена в Томском областном драматическом театре, режиссер Сергей Куликовский (премьера состоялась 22 октября 2008 года).
- Поставлена в театре Романа Виктюка. Режиссер Андрей Боровиков. Премьера состоялась 22 июня 2010г.
- Поставлена в Минском областном драматическом театре в г. Молодечно, Беларусь, режиссер-постановщик Венедикт Расстриженков. Премьера состоялась 27 марта 2011 года.
- Поставлена в Москве в Центре Высоцкого с участием артистов театра Романа Виктюка  (премьера состоялась 22 июня 2011 года)[32].
- Поставлена в театре-школе «Образ» (г.Казань), режиссер О.Костэр (премьера состоялась в 2013г.)
- Поставлена в Новом драматическом театре (г. Минск), 2016 год[33].

- Поставлена в Липецком театре-студии «Зонг», режиссер-постановщик Ольга Добрынина (премьера состоялась 5 мая 2006 года).

«Роман + Юлия: вечная история»
- Поставлена в Республиканском театре белорусской драматургии, режиссеры-постановщики Екатерина Тарасова и Валерий Анисенко, композитор Андрей Лабчевский (премьера состоялась 22 июля 2008г.)
- Поставлена театральной студией "Пятница" в Доме детского творчества, г.Уссурийск. Премьера состоялась 16 апреля 2013 года. Режиссер - Федченко Е.В., художник - Рымарчук Г.П.,Колбасова Е.

- Поставлена в Театральном агентстве «Комеди-АРТ», Минск, Беларусь, режиссер-постановщик Анатолий Гурьев (премьера – 20 октября 2009г.) Название спектакля «Любимая женщина министра».

- Поставлена в Современном художественном театре в рамках проекта «Минск, я люблю тебя», Минск, Беларусь, режиссер-постановщик Венедикт Расстриженков. Премьера состоялась 3 октября 2010 года[34].

- 12 июня 2011 года на малой сцене КЦ "Южный"(ДК АМО ЗИЛ) г.Москва состоялась премьера спектакля «Жизньубога». Режиссер Андрей Озолин.
- Поставлена в театре-школе «Образ» (г.Казань), режиссер О.Костэр (премьера состоялась в 2011г.)

«Яблочный пирог»
- 2 октября 2012 года в Новом драматическом театре (г.Минск) состоялась премьера. Режиссёр спектакля Денис Нупрейчик.

- Поставлена в Томском областном драматическом театре, режиссер Сергей Куликовский (премьера состоялась 6 ноября 2013 г.).
- Показан 3 октября 2017 года в Москве на Х Международном фестивале моноспектаклей «SOLO»[35]

- Поставлена в Могилевском драматическом театре (премьера состоялась 24 декабря 2016 г.).
- В августе 2018 года показан в Друскининкае (Литва) будет на IV Международный фестиваль «Друскининкайский летний театральный перекрёсток»[36]

- Поставлена в УК «Могилёвский областной театр им. В.И. Дунина-Марцинкевича» (г. Бобруйск), режиссёр Станислав Савостин (премьера состоялась 27 апреля 2018 г. ).

- Читка пьесы (посвящённой беларусскому художнику Алесю Пушкину), прошла в июне 2024 года в Мюнхене (Германия) на фестивале антивоенной драматургии «Эхо Любимовки». Режиссёр: Марина Якубович[37][38].

### «НЛП-допинг»
- Запретов.net. 40 правил НЛП для жизни в кайф, ЭКСМО, 2007
- Как стать звездой по жизни? 30 правил НЛП, которые перевернут ваш мир, ЭКСМО, 2008
- Переговоры… обреченные на успех. НЛП в действии, ЭКСМО, 2008
- Секс начинается с головы. 15 техник НЛП для обольстителей и обольстительниц, ЭКСМО, 2008
- Я, мужчина и НЛП. 20 техник НЛП для эффективного управления сильным полом, ЭКСМО, 2008
- НЛП для родителей. 11 законов эффективного воспитания подростка. ЭКСМО, 2009
- Давай сделаем ЭТО еще лучше. Откровенно об интимном. ЭКСМО, 2010
- Успех в бизнесе по законам НЛП. 5 мастер-классов. ЭКСМО, 2010
- 365+1 правило НЛП на каждый день счастливого года. ЭКСМО, 2011
- НЛП для идеального секса. ЭКСМО, 2011
- 365+1 правило настоящей любви на каждый день счастливого года. ЭКСМО, 2011
- НЛП для жизни в кайф. ЭКСМО, 2011
- НЛП для современных родителей. ЭКСМО, 2012
- 365+1 правило жизни на каждый день счастливого года. ЭКСМО, 2012

### Аудиокниги
- «Запретов.net. 40 правил НЛП для жизни в кайф», ЭКСМО, 2008
- «Говори афористично! Будь всегда харизматичным!», издательство «Ардис аудиокнига», 2008
- «Как стать звездой по жизни», издательство «Ардис аудиокнига», 2008
- «Запретов.net для истинного кайфа», издательство «Ардис аудиокнига», 2008
- «ЖЖ в ММ: Жизнь Женщины в Мире Мужчин», издательство «Ардис аудиокнига», 2009
- «Коварные женские штучки. Все, что должен знать мужчина о женщине, если не хочет остаться в дураках», издательство «Ардис аудиокнига», 2009
- «Как разговаривать с подростком. НЛП для родителей», издательство «Ардис аудиокнига», 2010

### Другие публикации
- «Мужчины. Дети. Прочие опасности. Как их превратить в удовольствия» Диана де Шарман — веселый учебник по практической психологии для женщин, г. Москва, РФ, «ЭКСМО», 2006
- «10 типичных ошибок, которые мешают женщине затащить мужчину в ЗАГС» Диана де Шарман — веселый учебник по практической психологии для женщин, г. Москва, РФ, «ЭКСМО», 2006
- «Как завести, развести и бросить любовника, не разрушая семейный очаг», Диана де Шарман — веселый учебник по практической психологии для женщин, г. Москва, РФ, «ЭКСМО», 2006
- «10 эффективных правил женской выживаемости в мире мужчин», Диана де Шарман — веселый учебник по практической психологии для женщин, г. Москва, РФ, «ЭКСМО», 2006
- «Давай займемся любовью? Секс возвращается!», Диана де Шарман — веселый учебник по практической психологии для женщин, г. Москва, РФ, «ЭКСМО», 2006
- «Коварные женские штучки», Диана де Шарман — веселый учебник по практической психологии для женщин, г. Москва, РФ, «ЭКСМО», 2006